# Chabeuil
Chabeuil je naselje in občina v jugovzhodnem francoskem departmaju Drôme regije Rona-Alpe. Leta 2007 je naselje imelo 6.462 prebivalcev.

## Geografija
Kraj leži v pokrajini Daufineji ob vodnem kanalu Bourne, 10 km jugovzhodno od središča Valence.

## Uprava
Chabeuil je sedež istoimenskega kantona, v katerega so poleg njegove vključene še občine Barcelonne, La Baume-Cornillane, Le Chaffal, Châteaudouble, Combovin, Malissard, Montélier, Montmeyran, Montvendre, Peyrus in Upie z 20.216 prebivalci.
Kanton je sestavni del okrožja Valence.